# Euromasters
Euromasters je nekadašnji hardcore/gabber sastav osnovan 1992. u Rotterdamu, Nizozemska. 1995. godine, sastav je raspušten.

## Povijest
1992. album Alles Naar De Klote je bio jedan od prvih gabber albuma i od toga albuma službeno postoji hardcore techno. Riječ "Euromasters" potječe od imena tornja Euromast u Rotterdamu.
Pjesma "Amsterdam Waar Lech Dat Dan?" tada je bila prva pjesma u amsterdamskom festivalu koja u to vrijeme nije imala tekst. Publika je ubrzo prihvatila pjesmu dok pjesmu nisu objavili u istoimenom albumu par tjedana poslije u kojoj su uvrstili tekst. Ova pjesma je odgovor nizozemskoj javnosti koja uvijek obraća pažnju na Amsterdam, a ne na Rotterdam, no na omotu istoimenog albuma je prikazana karikatura Euromasta (također zaštitnog znaka Rotterdam Recordsa) koji mokri po Amsterdamu čemu simbolično prikazuje sukob između nogometnih klubova AFC Ajaxa i Feyenoord Rotterdama. Njihov zadnji album Hardscore je spomen na odlazak Nizozemske na Svjetsko nogometno prvenstvo u SAD-u 1994. godine, a na omotu tog albuma je prikazana karikatura uništenja nogometne momčadi Njemačke.

## Diskografija
| Godina | Album                        |
| ------ | ---------------------------- |
| 1992.  | Alles Naar De Klote          |
| 1992.  | Amsterdam Waar Lech Dat Dan? |
| 1993.  | Oranje Boven                 |
| 1994.  | Hardscore                    |

## Vanjske poveznice
- Euromasters diskografija